# Suzanna Rosander
Suzanna Rosander (née Van der Wolk, épouse Bavari, puis Legat), est une soprano franco-néerlandaise, née le 15 novembre 1943 à Eindhoven (Pays-Bas) et morte le 30 mai 2025 à Grasse (France). Elle est connue pour être une spécialiste du répertoire de concert : l'oratorio, le Lied, la mélodie française et le répertoire contemporain.

## Biographie

### Formation
Issue d'une famille laissant une grande place à l'art, Suzanna grandit auprès d'une mère poétesse et d'un père travaillant dans la maison d'enregistrement Philips aux Pays-Bas.
Elle entre en 1955 au Conservatoire national d'Utrecht et y étudie le chant lyrique, le piano et la danse classique.
En 1961, elle se marie avec Nino Bavari, prend la nationalité italienne et s'installe en France à Cap-d'Ail près de Monaco. Elle poursuit ses études musicales au Conservatoire de Nice, puis à l'Académie Rainier III de Monaco. 
Vers 1970, Suzanna (Bavari) rencontre une autre cantatrice néerlandaise Jo Vincent (en), soprano chérie de Willem Mengelberg, Otto Klemperer et Bruno Walter. Suzanna deviendra sa dernière disciple et auprès d'elle, perfectionnera sa technique et préparera plusieurs concours.

### Carrière
Après ses prix et diplômes, elle est engagée pour divers concerts et oratorios, souvent accompagnée par l'Orchestre philharmonique de Monte-Carlo avec lequel elle devient spécialiste du répertoire de concert. En parallèle, Suzanna entre dans la troupe de l'Opéra de Monte-Carlo et y restera trois saisons. Elle travaille ainsi avec plusieurs grands chefs de renom tels Igor Markevitch, Jean-Claude Casadesus, Roberto Benzi, Paul Paray, mais également des metteurs en scène, tels Margarete Wallmann, Roberto Rossellini et Louis Ducreux. 
Elle se fait aussi remarquer par des personnalités comme Emmanuel Bondeville, Nadia Boulanger et Georges Auric du Groupe des Six. Ce dernier la choisit pour illustrer ses conférences sur Francis Poulenc (intitulées Francis Poulenc, Mon ami).
En 1974, Suzanna donne un récital au Casino municipal de Cannes. Elle y rencontre et épouse plus tard Pierre Legat, directeur artistique du Groupe Barrière. Suzanna adopte alors son nom d'artiste Rosander en hommage à la mère de Pierre Legat.
À ses côtés, Suzanna Rosander fréquente des personnalités artistiques de tous horizons, invitées à se produire sur les scènes du groupe Barrière (Cannes, La Baule, Deauville). Elle rencontre ainsi : Raymond Devos, Annie Cordy, Gérard Séty, Yehudi Menuhin, György Cziffra, etc.

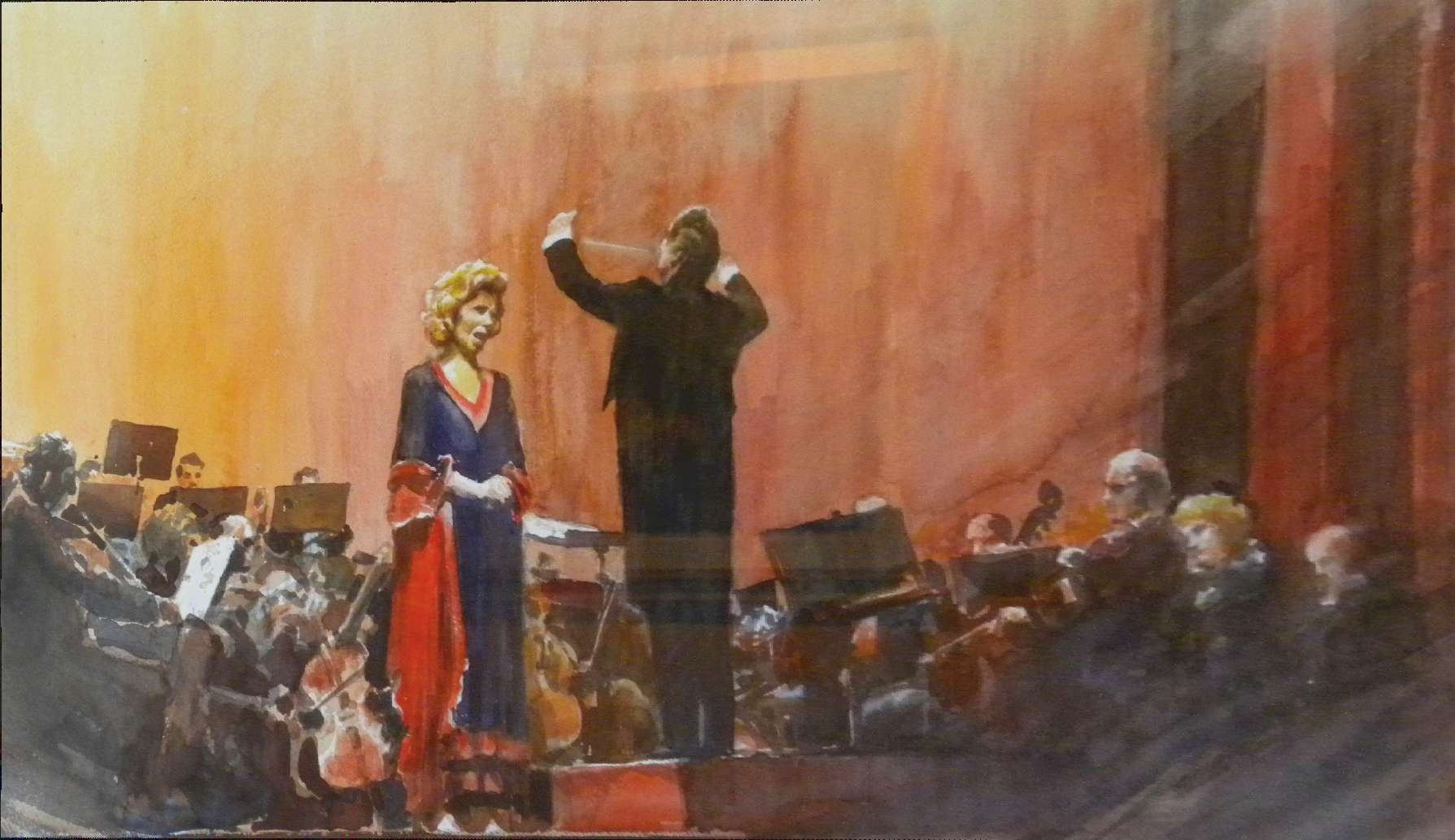
Suzanna Rosander et l'Orchestre du Casino, dirigé par Daniel Stirn. Dernier concert du Casino municipal de Cannes, 1979.

Bernard Gavoty, régulièrement invité, choisit et accompagne Suzanna pour ses conférences, notamment sur Reynaldo Hahn.

« Fine comme une herbe, pure comme le souffle qui a passé sur des fleurs — J’emprunte à la Grande Colette cette phrase, parce qu'elle dépeint à merveille la silhouette, le talent et le caractère de Suzanna Rosander. J'ai le bonheur de la connaître, la joie de l'avoir accompagnée au piano. Si j'avais à définir la ”toute-femme” je la proposerais pour modèle. Bonne chance Suzanna ! »

— Bernard Gavoty, Cannes 1978.
[vidéo] « Disponible », sur YouTube
En 1979, la ville de Cannes vote pour la démolition du Casino Municipal. Suzanna Rosander chante lors du concert d'adieu, avec Bernard Gavoty comme maître de cérémonie, accompagnée par l'Orchestre du Casino, dirigé par Daniel Stirn.

### Enseignement
la même année, le pianiste Claude Kahn fait appel à Suzanna Rosander pour intégrer le conservatoire d'Antibes comme professeur de solfège, puis de chant lyrique.
S'ouvre alors une longue carrière de pédagogue, en 1982 le flûtiste et chef d'orchestre Philippe Bender crée le Conservatoire à rayonnement départemental de Cannes et confie à Suzanna Rosander la création d'une classe de chant et d'un chœur (À Chœurs Ouverts) pouvant exécuter ses œuvres avec l'Orchestre régional de Cannes-Provence-Alpes-Côte d'Azur. Elle restera en poste jusqu'à sa retraite en 2011.
En 1988, Suzanna Rosander crée LyriCannes, association loi de 1901 rattachée au Conservatoire de Cannes comme classe d’art lyrique permettant aux élèves et aux amateurs de monter une production lyrique annuelle ; elle préside cette association jusqu'en 2020 et reste présidente d’honneur,.
En 1992, Suzanna Rosander intègre l'équipe pédagogique de l'École Régionale d’Acteur de Cannes (ERAC). Elle y enseigne le chant et le placement de la voix pour les comédiens, jusqu'en 2010.
Après sa retraite de la ville de Cannes en 2011, Suzanna Rosander donne des cours privés et continue à organiser des concerts pour le département, notamment à travers LyriCannes.

## Prix et distinctions
Suzanna Rosander reçoit notamment les distinctions suivantes :
- 2e prix d’Excellence (catégorie « Étrangers ») et 1er Accessit (catégorie « Auteurs vivants ») du Concours International d’Interprétation de la Mélodie Française, Paris (jury : Henri Sauguet), (1971).
- 3e prix Concours international de musique Maria-Canals, Barcelone (Jury : Maria Canals, Georges Auric), (1971).
- Accessit au Concours international d'exécution musicale de Genève (jury : Derrick Olsen, Nadine Sautereau, Ré Koster (nl)), (1972).
- Devient soliste de l'ORTF sur concours catégorie Oratorio/Concert, (1972).

## Enregistrements

### Radio

#### Pays-Bas
- Francis Poulenc, Dialogues des carmélites – Suzanna Rosander (Blanche de la Force), Nadine Denize (Mère Marie de L'incarnation), Cora Canne Meijer (nl) (Madame de Croissy), Bernard Kruysen (le Marquis de la Force), Rémy Corazza (le Chevalier de la Force) ; Orchestre philharmonique de la radio néerlandaise, dir. Jean Fournet (Utrecht, Geertekerk (nl), 20 décembre 1973 ; coproduction KRO / AVRO / BBC)[6].
- Mélodies et Lieder de Mozart, Debussy, Berg et Poulenc – Suzanna Rosander (soprano), Gérard van Blerk (nl) (piano) (Hilversum, 1974 ; production KRO)
- Francis Poulenc, Mélodies – Suzanna Rosander (soprano), Gérard van Blerk (piano) (Hilversum, 1982, production KRO)[6].
- Claude Debussy, Les Chansons de Bilitis (musique de scène) – Suzanna Rosander (récitante) ; Marja Bon (nl) (célesta) ; Gerda Ockers et Vera Badings (harpes) ; Rien de Reede et Paul Verhey (flûtes) (Amsterdam 1985 ; production AVRO)[6] — 1er enregistrement.
- Béla Bartók/Zoltán Kodály, Magyar népdalok (Chansons folkloriques hongroises), chantées en allemand – Suzanna Rosander (soprano), Christiane-Marie Blas (cymbalum) (Hilversum 1986 ; production KRO).

#### France
- Carl Orff, Carmina Burana – Suzanna Rosander (soprano), Gérard Friedmann (ténor) ; Chœur À Cœur joie de Lorraine, Orchestre de Metz, dirigé par Fernand Quattrocchi (Metz 1973, Production ORTF)
- Gala musiques Française : Œuvres de Gabriel Fauré, Maurice Ravel et Francis Poulenc – Suzanna Rosander (soprano), Lucien Kemblinsky (piano), Myriam Soumagnac (présentation) (Opéra de Monte-Carlo 1974, Production ORTF)
- Edgard Varèse, Nocturnal – Suzanna Rosander (soprano), Chœur d'hommes et Orchestre philharmonique de l'ORTF, dirigé par Michel Tabachnik (Parc floral de Paris mai 1974, Production ORTF)[7] — création française. [vidéo] « Disponible », sur YouTube
- Mozart, Dans un bois solitaire K. 308 ; Das Veilchen K. 476 – Suzanna Rosander (soprano), Gérard van Blerk (piano), 1974. Les Variations, émission sur Radio Classique de Francis Dresel, du 29 septembre 2021[8]

### Discographie
- Arthur Honegger, Jeanne d'Arc au bûcher – Suzanna Rosander, soprano (Récitante, une voix, Marguerite) ; Michel Carey, baryton (Le Clerc, le 1er héraut) ; Daniel Routtier, baryton (Porcus) ; Michele Battaini, contralto (La Vierge) ; Otto Linsi, basse (2e héraut, une voix) ; Cornelia Jegoudez, mezzo-soprano ; Muriel Chaney, narratrice (Jeanne d'Arc) ; Alain Cuny, narrateur (Frère Dominique) ; Chœurs de l'Opéra de Nice, Chorales du lycée musical de Nice ; Fédération diocésaine de chorales ; Ensemble vocal Jean Pierre Grégoire ; Orchestre philharmonique de Nice dir. Jean-Marc Cochereau (Nice, Cathédrale Sainte-Réparate juin 1976, FY/Solstice) (BNF 38211908), (OCLC 45824910 et 417480824) — Grand prix du Disque 1977 de l’Académie du disque français et Grand prix 1984.
- The Art of Cora Canne Meijer (nl) à l'opéra. Francis Poulenc, Dialogues des carmélites (extraits) : Scène du Parloir et Mort de la Prieure (Acte 1) – Suzanna Rosander (Blanche de la Force), Cora Canne Meijer (La Prieure), Nadine Denize (Mère Marie de L'Incarnation) ; Orchestre philharmonique de la radio Néerlandaise, dir. Jean Fournet (1956-1981, 2 CD Gala GL 100571)[9] (OCLC 796017299)

## Témoignages
Divers témoignages sur Suzanna Rosander s'avèrent élogieux.
- Jean Piat, Monaco 8 Septembre 2000, Théâtre Princesse Grace

« À l'occasion d'une aventure théâtrale nouvelle pour moi : chanter le rôle de Don Quichotte dans L'Homme de la Mancha, la comédie musicale où s'était illustré 20 ans auparavant Jacques Brel, j'ai eu le bonheur de rencontrer Suzanna Rosander.
Deux représentations étaient prévues à Cannes au Grand Auditorium du Palais des Festivals, dont une matinée à 15h30. Sans Suzanna, je ne les aurai pas assurées. D'abord elle rassure. Quasiment aphone à midi, j'ai pu, grâce à ses conseils et à sa maîtrise, commencer quelques exercices… tel un massage des cordes vocales... Les sons peu à peu sont sortis, timides d'abord, puis plus affirmés une heure plus tard, j'ose dire, sans vanité, éclatants à partir de 15h30. C'était pour moi l'essentiel.
Bien sûr ces leçons m'ont été profitables, mais avant Suzanna a su créer la confiance, ce qui est primordial pour un chanteur. J'ai eu la joie de jouer "L'Homme de la Mancha" pendant 6 mois au Théâtre Marigny.
Je n'ai jamais oublié de pratiquer chaque jour les exercices qu'elle m'avait conseillés. C'est une certitude dont je la remercie encore, 12 ans plus tard avec reconnaissance. »
- Jean Giraudeau de l'Opéra, Toulon 1994

« J'aime Suzanna Rosander. La femme est noble, droite, bonne et elle demeure largement ouverte à ceux et à celles qui l'entourent. La cantatrice est solide et sensible. Elle possède une base technique assurant l'efficacité et la longévité. La pédagogue est précieuse car elle sait donner le conseil et la méthode adéquats aux jeunes aspirants qui se confient à elle. Car la flamme est là ! J'aime Suzanna. »